# Гребенау
Гребенау (нем. Grebenau) — город в Германии, в земле Гессен. Подчинён административному округу Гиссен. Входит в состав района Фогельсберг.  Население составляет 2567 человек (на 31 декабря 2010 года). Занимает площадь 55,37 км². Официальный код — 06 5 35 006.
Город подразделяется на 7 городских районов.